# Ганс фон Шпонек
Граф Ганс Еміль Отто фон Шпонек (нім. Hans Emil Otto Graf von Sponeck; 12 січня 1888, Дюссельдорф — 23 липня 1944, Гермерсгайм) — німецький військовий діяч, генерал-лейтенант вермахту. Кавалер Лицарського хреста Залізного хреста.

## Біографія

### Ранні роки життя
Виходець із давнього знатного роду Шпонек був четвертою дитиною і єдиним сином у родині. У віці 10 років був відданий у кадетський корпус. У 1908 році був призначений в діючу армію у званні лейтенанта. У тому ж році був проведений у звання капітана. У Першу світову війну був тричі поранений. У період між війнами став одним з творців німецьких повітряно-десантних військ.

### Друга світова війна
З початком Другої світової війни брав участь в голландській операції; командував повітряним десантом в битві за Гаагу (1940). Був поранений.
З 10 по 29 жовтня 1941 року Шпонек командував 42-м армійським корпусом 11-ї армії під час боїв за Крим. До кінця 1941 Крим, за винятком Севастополя, був зайнятий німецькою армією. Основні сили 11-ї армії вермахту були зайняті облогою Севастополя, лише частина 46-ї дивізії зі складу корпусу Шпонека була виділена для прикриття Керченського півострова.
26 грудня 1941 року Червона армія справила десант в районі Керчі. У цей момент сили противника на Керченському півострові були представлені однією німецькою дивізією, 46-ю піхотною, і румунським полком гірських стрільців, які охороняли район Парпачського хребта. Після висадки сил РСЧА в Феодосії (30 грудня) Шпонек своєю владою санкціонував відступ дивізії з півострова. Це було пов'язано із загрозою оточення 46-ї дивізії та інших частин країн Осі, що знаходились на півострові. Таким чином, частини 46-ї дивізії виявилися під загрозою оточення. Наказ Манштейна, який забороняв відхід, радіостанція корпусу не встигла прийняти. Оточення удалося уникнути, але все важке озброєння було залишено.
За ці дії за поданням командувача 11-ї армії Еріха фон Манштейна фон Шпонек і командир 46-ї дивізії генерал-лейтенант Курт Гімер були відсторонені від командування. Дивізія була позбавлена відзнак. 23 січня 1942 року судом військового трибуналу під головуванням Германа Герінга фон Шпонек був засуджений до розстрілу. Адольф Гітлер замінив розстріл шістьма роками ув'язнення в фортеці. 23 липня 1944 року після невдалого замаху на Гітлера фон Шпонек був страчений за наказом Генріха Гіммлера. На страті також активно наполягав гауляйтер Йозеф Бюркель.

## Оцінка
Манштейн описує причини відсторонення і страти Шпонека наступним чином:
«Я відсторонив Шпонека від командування, бо не був впевнений, що він був здатний в той час впоратися з критичною ситуацією, яка склалася на Керченському півострові. У важких боях за Дніпро йому свого часу довелося винести найтяжчу напругу. На його місце я призначив командира 72 пд, генерала Маттенклотта, який відмінно проявив себе.
… військово-польовий суд, що складався з досвідчених фронтових командирів, не виніс би такого вироку, який виніс суд під головуванням Герінга. Як обставини, що пом'якшують провину графа Шпонека, необхідно було взяти до уваги, що він, потрапивши в надзвичайно складну обстановку, був глибоко переконаний, що інакше вчинити не можна. Крім того, те, що він відзначився на посаді командира 22 пд під Роттердамом і при форсуванні Дніпра під Бериславом, мало б виключити можливість подібного вироку.
Як тільки я дізнався про вирок, я в рапорті на ім'я командувача групою армій заступився за графа Шпонека і зажадав, щоб, перш за все, ще раз вислухали мене. Генерал-фельдмаршал фон Бок повністю підтримав мою позицію. Однак, ми отримали тільки відповідь Кейтеля, в абсолютно невиправдано різкій формі відхилили нашу точку зору.
Потім він був підло розстріляний за наказом Гіммлера після 20 липня 1944 p. Всі ми, хто його знав, будемо з повагою зберігати пам'ять про нього, як про чесного солдата і про командира, сповненого високого почуття відповідальності.»

## Нагороди

### Перша світова війна
- Залізний хрест 2-го і 1-го класу
- Рятувальна медаль
- Орден «За заслуги» (Баварія) 4-го класу з мечами
- Орден Фрідріха (Вюртемберг), лицарський хрест 1-го класу з мечами
- Орден Церінгенського лева, лицарський хрест 2-го класу з мечами (Велике герцогство Баден)
- Хрест «За військові заслуги» (Ліппе)
- Нагрудний знак «За поранення» в сріблі

### Міжвоєнний період
- Орден Святого Йоанна (Бранденбург), почесний лицар
- Почесний хрест ветерана війни з мечами
- Медаль «За вислугу років у Вермахті» 4-го, 3-го, 2-го і 1-го класу (25 років)

### Друга світова війна
- Застібка до Залізного хреста 2-го і 1-го класу
- Лицарський хрест Залізного хреста (14 травня 1940)